# サイフ・サイード・シャヒーン
サイフ・サイード・シャヒーン（سيف سعيد شاهين, Saif Saaeed Shaheen、1982年10月15日 - ）は、カタールの陸上競技選手である。現在はカタール国籍であるが、以前はケニア国籍であり、名前もステファン・チェロノ（Stephen Cherono）という名であった。IOCのルールでは国籍を変更した後3年間は国際大会にその国から出場できないとあり、そのためシャヒーンは2004年のアテネオリンピックに出場できなかった。
シャヒーンが2004年にベルギーのブリュッセルにおいて記録した、3,000m障害で7分53秒63という記録は現在の世界歴代2位の記録である。

## 実績
| 年度 | 大会           | 種目       | 場所                       | 結果 |
| ---- | -------------- | ---------- | -------------------------- | ---- |
| 2003 | 世界陸上選手権 | 3,000m障害 | パリ（フランス）           | 金   |
| 2005 | 世界陸上選手権 | 3,000m障害 | ヘルシンキ（フィンランド） | 金   |

## 国籍変更問題
シャヒーンのトラックでのすばらしい業績にもかかわらず、彼をもっとも有名にしたのは2003年にケニアからカタールに国籍を変更したことである。国籍を変えたことで受け取った金額は100万ドルとも言われているが、シャヒーンはこれを否定している。
とりわけ、ケニア政府ではこの国を捨てる行為に対し否定的で、大統領は2003年世界陸上選手権を前に公的スピーチで、お金のために国籍を変更するような誘惑を拒否しようと述べた。
シャヒーンに対し、同情の声もある。3,000m障害の元世界記録保持者である、モーゼス・キプタヌイは、「1968年から現在までオリンピックでたくさんの選手が走るのを見てきた。彼らはこの国に非常に大きな貢献をしてきたにもかかわらず、現在彼らは人もまばらなところで、非常に貧しい暮らしをしている。」と述べた。
IOC会長のジャック・ロゲは、選手が国籍を変えることについて「国や組織が金で選手を買いたがっていることが悪い問題だ」と心配していることを明らかにした。
シャヒーンの行動は、陸上競技の国際化が進んでいる象徴的な出来事である。彼の新しい国であるカタールは、今までも多くの競技者を受け入れてきた。このように競技者を受け入れている国としては、バーレーンが挙げられる。
過去、競技者が国籍を変えた例として、政治的理由で南アフリカからイギリスに国籍を変えた「ゾーラ・バッド」や、結婚や移民としてケニアからデンマークに国籍を変えた「ウィルソン・キプケテル」がいる。また、様々な理由で、自国代表に選ばれることが難しいため国籍を変えた選手は多数いる。しかし、サイド・サイーフ・シャヒーンは、これらとは明らかに金銭的な目的以外で国籍を変える明らかなモチベーションが見当たらないところで違っているといえる。
なお、日本のTBSは、シャヒーンのキャッチコピーを「100万ドルで国籍を売った男」としている。また、その「取材メモ」によれば「シャヒーンの帰化に際しては、カタール資金でケニアに、国際大会開催可能なスタジアムを建設することが条件に入っていた。『ケニアとカタールが多方面で合意して国籍変更が実現した。僕個人でできる問題ではない。それが新聞で公表されたら、国民感情も静まった』 」との記載がなされている。